# 施瓦茨峰
45°54′54″N 7°51′43″E / 45.9149°N 7.862°E

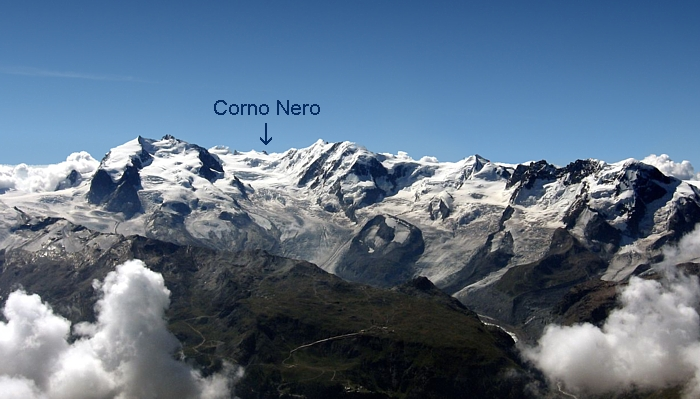

施瓦茨峰（義大利語：Corno Nero），是意大利的山峰，位於該國西北部，由皮埃蒙特大區負責管轄，屬於本寧阿爾卑斯山脈的一部分，海拔高度4,321米，人類在1873年8月18日首次登上該山峰。